# Estáfilo (filho de Dioniso)
Estáfilo, na mitologia grega, foi um filho de Dioniso e Ariadne, nascido na ilha de Lemnos.
Quando Teseu parou na ilha de Naxos, no caminho de Creta para Atenas, Dioniso se apaixonou por Ariadne, a raptou, e levou-a para Lemnos. Lá, eles tiveram os filhos Toas, Estáfilo, Enopião e Pepareto. Uma versão alternativa, citada por Plutarco, foi que Estáfilo e Enopião eram filhos de Ariadne e Teseu; ou, segundo os habitantes de Naxos, para os quais houve dois reis de nome Minos e duas princesas de nome Ariadne, Estáfilo e seu irmão seriam filhos de Dioniso com a primeira Ariadne.
Estáfilo e Crisótemis tinham três filhas: Molpadia, Reo e Parteno.
Segundo Partênio de Niceia (atual İznik), Estáfilo, filho de Dioniso, habitava Bubasto, e recebeu Lircos, filho de Foroneu, cuja esposa Hilébia, filha do rei de Cauno, Egíalo, não conseguia ter filhos. Após consultar o oráculo de Apolo em Dídimos, Lircos recebeu a mensagem que engravidaria a primeira mulher com quem ele se deitasse; passando por Bubasto, Estáfilo fez Lircos beber vinho e deitar-se com sua filha. Reo e Hemiteia  disputaram para ver qual das duas se deitaria com Lircos, e a escolhida foi Hemiteia. Quando Egíalo soube disso, baniu Lircos, mas Hilébia permaneceu do lado do marido. Quando Basilo, filho de Lircos e Hemiteia, cresceu e foi para Cauno, Lircos o reconheceu como filho, e fez dele seu sucessor.
Reo foi seduzida por Apolo; Estáfilo, achando que ela havia sido seduzida por um mortal, colocou-a em um bote, que lançou sobre as ondas do mar. O bote acabou chegando à ilha de Delos, consagrada a Apolo, onde Reo deu à luz Ânio.
Molpadia e Parthenos estavam vigiando uma jarra de vinho do seu pai, porém elas adormeceram, e um porco quebrou o jarro. Com medo do pai, elas foram até um precipício e se jogaram, mas Apolo, por causa de sua ligação com Reo, as salvou, estabelecendo-as em cidades do Quersoneso.
Parthenos ficou em Bubastus, e Molpadia, que passou a se chamar Hemiteia (semi-deusa), ficou em Castabus. Hemiteia foi adorada pelos povos do Quersoneso, através de sacrifícios com uma mistura de leite e vinho; o templo de Hemiteia tornou-se tão importante que os persas, quando dominavam a Ásia Menor e estavam pilhando os templos, apenas pouparam o templo de Hemiteia.